# Bồ câu vua
Bồ câu vua hay còn gọi là Giant Runt hay còn gọi là bồ câu hoàng đế, tên gọi khác là bồ câu K là một giống bồ câu nhà có nguồn gốc tại Mỹ. Năm 1890 được gây giống (chọn giống) thành công tại bang New Jersey, Mỹ từ loài bồ câu đá (Columba livia). Chúng bao gồm các huyết thống bồ câu Homer, bồ câu Runt, bồ câu Mã Nhi Đắc.

## Đặc điểm
Là giống bồ câu cho thịt nổi tiếng trên thế giới. Lông có màu trắng thuần, xanh lam thuần, màu đỏ thẫm, màu dây thép xám, màu đen thuần, màu đỏ thuần, màu xen kẽ đen trắng. Bồ câu vua thường dùng thì loại màu trắng chiếm đa số, thông thường có hai loại bồ câu vua trắng và bồ câu vua bạc. Khi trưởng thành, bồ câu trống có trọng lượng đạt 800 – 1000 gram, bồ câu cái đạt 700 – 800 gram; mỗi năm sinh sản 6 – 8 đôi bồ câu con. 4 tuần tuổi trọng lượng bồ câu con đạt 600 – 800 gram.